# Pump and dump
Le pump and dump (« gonfler et larguer ») est une technique de manipulation de marché qui consiste à faire monter artificiellement le prix d'une action (pump) par des déclarations mensongères, dans le but de revendre ces actions, achetées à bas prix, avec une forte plus-value. La revente massive des actions surcotées par les organisateurs de la manipulation (dump) fait alors chuter leur prix et les autres investisseurs subissent de lourdes pertes. Cette pratique cible fréquemment des cryptomonnaies ou des entreprises ayant une faible capitalisation boursière.

## Scénarios
Le stratagème consiste à acheter et faire acheter par d'autres investisseurs de grandes quantités d'une valeur cotée, afin d'en gonfler artificiellement le cours. Les promoteurs d'une telle arnaque peuvent par exemple utiliser une campagne de spam, ou prétendre avoir des informations encore inconnues du public sur une entreprise ou un actif.
Si la campagne de désinformation convainc suffisamment d'investisseurs d'acheter l'action, l'augmentation de la demande pour celle-ci en fera augmenter le cours et la quantité échangée, ce qui peut convaincre d'autres investisseurs de croire aux messages initiaux et d'acheter également des parts par effet d'engouement ou de FOMO. Lorsque les organisateurs de l'arnaque vendent leurs actifs et cessent de le promouvoir, le cours s'effondre et les autres investisseurs se retrouvent avec des actifs dont la valeur a fortement diminué par rapport au prix d'achat.
Les entreprises à faible capitalisation boursière (penny stocks) sont fréquemment choisies comme cibles des pump and dump car il est plus facile de manipuler le marché, à cause de la faible valeur des actions et du peu d'information disponibles sur ces entreprises.
Les cryptomonnaies sont également vulnérables à ces arnaques, étant donné la forte volatilité et le peu de régulation du secteur. À titre d'exemple le 5 mars 2021, John McAfee ainsi qu'un conseiller exécutif de son équipe ont été inculpés aux États-Unis pour avoir frauduleusement promu des crypto-monnaies, et avoir exécuté des manœuvres de pump and dump pour manipuler le marché à leur avantage,.
Une variation récente, baptisée hack, pump and dump consiste pour l'escroc à acheter un actif puis à le faire acheter par d'autres investisseurs en piratant leur compte sur des sites d'investissements pour créer l'engouement initial pour faire monter le prix.

### Différence avec d'autres arnaques
Le pump and dump consiste à créer une bulle économique artificielle par des moyens illégaux (tromperie, fausses informations, etc.). Le système de Ponzi est un type d'arnaque financière très similaire où les arnaqueurs ayant fait l'investissement initial s'enrichissent aux dépens d'autres investisseurs attirés par des informations trompeuses. Il existe cependant des différences entre les deux arnaques.
- Dans un système de Ponzi les transactions sont le plus souvent privées et entre individus proches, tandis que les pump-and-dump sont typiquement dirigées contre le grand public sur les marchés d'actions.
- Les arnaques de Ponzi font généralement la promesse de retour sur investissement par des rendements constamment élevés là où les pump-and-dump ne promettent qu'une bonne affaire.
- Les systèmes de Ponzi durent généralement plusieurs mois, voire plusieurs années, avant leur inéluctable effondrement, tandis que les pump-and-dump sont des arnaques ayant pour but de réaliser un maximum de profits le plus rapidement possible et ne durent que quelques semaines, voire quelques jours.
- Il arrive qu'un système de Ponzi émerge d'une opération financière initialement légale mais qui n'atteint pas les rendements prévus (les opérateurs sont donc forcés de recourir à l'arrivée de nouveaux investisseurs pour payer les premiers, ce qui est la marque d'un système de Ponzi). Un pump-and-dump est conçu dès le départ par ses auteurs comme une arnaque.

En conséquence les systèmes de Ponzi ont tendance à laisser plus de traces de leur activité frauduleuse et il est plus facile pour les victimes de se retourner contre les arnaqueurs et d'obtenir des réparations.
Les pump-and-dump sont également à différencier des autres arnaques diffusées par les spams (avec avance de frais comme la fraude 4-1-9 ou hameçonnage de type loterie) car la victime n'a pas besoin de contacter l'escroc pour recevoir ses gains supposés ou pour lui transférer de l'argent. Cela rend l'identification des auteurs de ces fraudes difficile.